# Czerkasy
Czerkasy (ukr. Черкаси) – miasto w centralnej części Ukrainy, stolica obwodu czerkaskiego. Leży nad Dnieprem oraz nad brzegiem Krzemieńczuckiego Zbiornika Wodnego utworzonego przez spiętrzenie wód Dniepru.

## Historia
Miejscowość została założona prawdopodobnie w XIII wieku na terenie Rusi Kijowskiej. Od XIV wieku znajdowała się w granicach Wielkiego Księstwa Litewskiego, w 1569 roku zostało przyłączone do Korony Królestwa Polskiego. Było miastem królewskim i na zamku znajdowała się siedziba starosty.

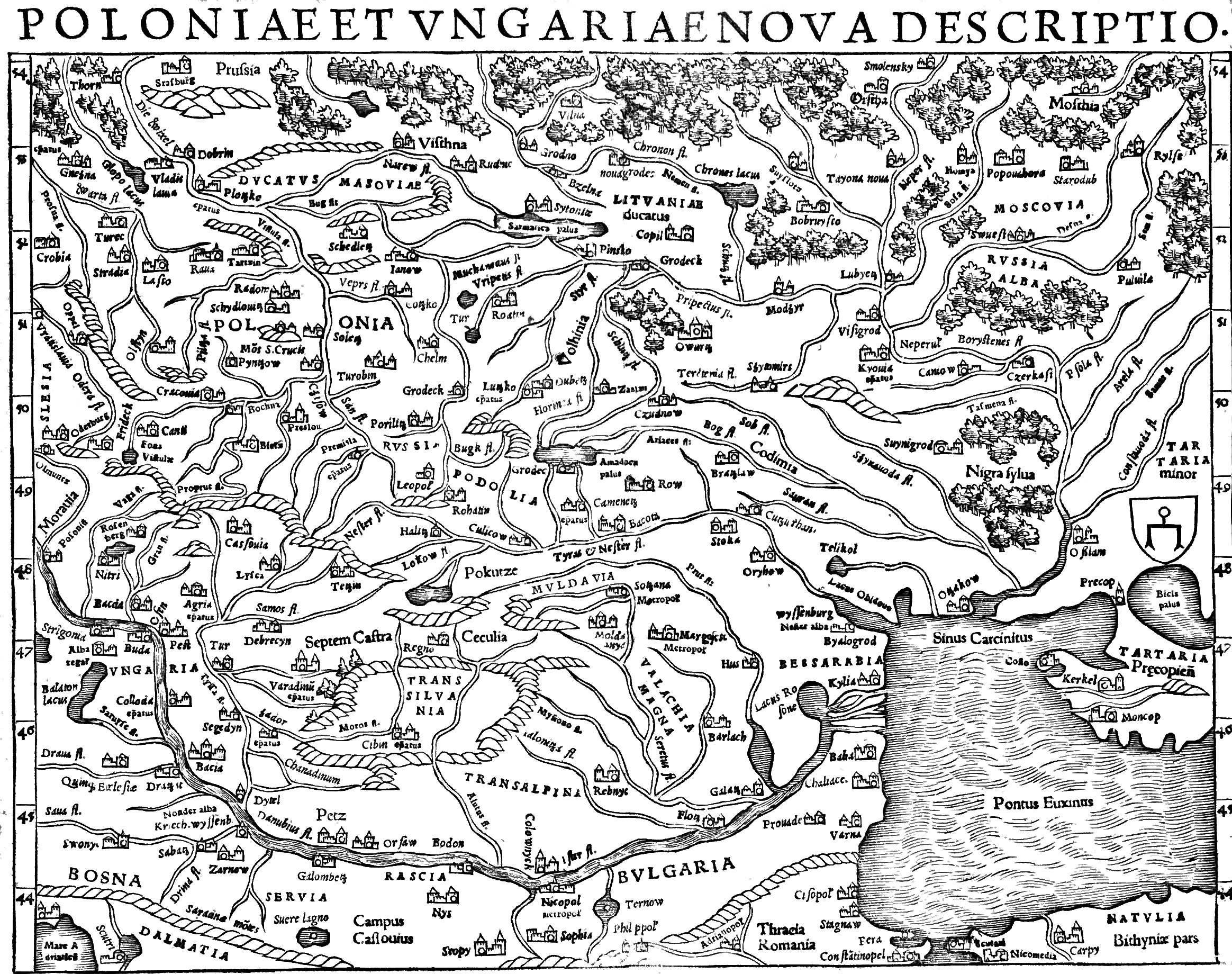
Mapa Poloniae et Ungariae z 1554 z zaznaczonymi Czerkasami pod nazwą Czerkasi

Roku 1662 w mieście i w futorach mieszkało 1000 rodzin kozackich wolnych, które władzy starostów, a tym samym Rzplitej ulegać nie chciały. W zamku była katolicka kaplica. Mikołaj Potocki roku 1643 naznaczył w Czerkasach miejsce na kościół i klasztor XX. Dominikanów. Fundacya jego dla wojen nie przyszła do skutku. Do starostwa należały 3 miasta i 18 wsi. Książę Hieronim Sanguszko, wojewoda Wołyński był w 1765 r. Czerkaskim starostą. Przynosiło mu 130 000 złp. dochodu. Dwór starosty był w pięknem miejscu nad Dnieprem. Kozacy, jak wiemy z początku nie mieli żadnej organizacyi, nawet stałego przytułku. Stefan Batory r. 1578 dał im za Bohusławiem Trechtymirów z przyległościami, zamek zaś oddał na skład broni i pomieszczenie starszyzny. Odtąc miéć zaczęli hetmanów, oboźnego i pisarza, i obowiązani byli dawać 6000 ludzi regestrowych na służbę Rzplitej. Bohdan Różyński był ich hetmanem. (...)

W dniu 22 maja 1593 roku podczas powstania Kosińskiego zamek starosty Aleksandra Wiśniowieckiego obległy oddziały powstańcze, jednakże szybkie przeciwuderzenie wyprowadzonej z zamku jazdy rozgromiło Kozaków i doprowadziło do śmierci Kosińskiego i upadku powstania.
Czerkasy w Rzeczypospolitej były miastem królewskim, w pierwszej połowie XVII wieku w starostwie niegrodowym czerkaskim w województwie kijowskim, później siedziba powiatu czerkaskiego. W 1768 roku podczas koliszczyzny miasto zostało zdobyte i złupione.

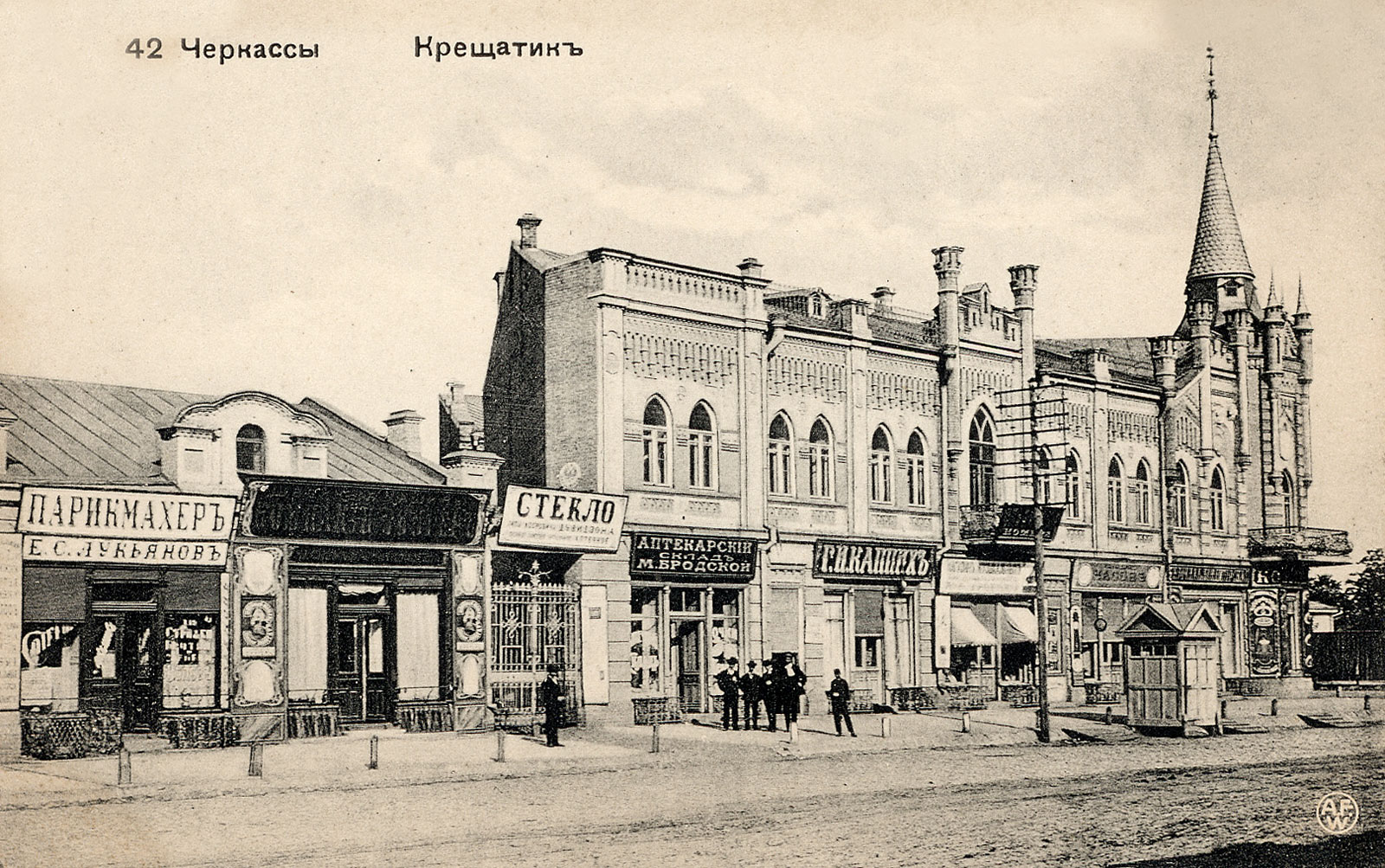
Czerkasy ok. 1910

Po II rozbiorze Polski znalazło się w guberni kijowskiej Imperium Rosyjskiego. Ludność w 1883 roku wynosiła 15,7 tys., a w 1897 – 26,6 tys.
Po rewolucji 1917 roku i powstaniu Ukraińskiej Republiki Ludowej Czerkasy znalazły się w granicach państwa ukraińskiego. W 1919 razem z całym regionem zostały zajęte przez Armię Czerwoną i włączone do Ukraińskiej SRR. 16 maja 1919 roku Czerkasy zajęły oddziały atamana Hryhorjewa i popierających go chłopów zbuntowanych przeciwko bolszewikom. W ciągu pięciu dni oddziały te zamordowały 700 żydowskich mieszkańców miasta. Oddziały Hryhorjewa zostały wyparte z Czerkas jeszcze w maju 1919 roku przez 2 Dywizję 1 Armii Ukraińskiej. W drugiej połowie roku region z Czerkasami został z kolei zajęty przez „białe” Siły Zbrojne Południa Rosji. W sierpniu „biali” dokonali drugiego pogromu Żydów w mieście, zginęło wówczas dalsze 250 osób.
W latach 1922–1991 Czerkasy znajdowały się w granicach Ukraińskiej SRR.
Podczas II wojny światowej 22 sierpnia 1941 roku miasto zajęły wojska III Rzeszy.
Podczas okupacji hitlerowskiej, 12 października 1941 roku Niemcy utworzyli getto dla żydowskich mieszkańców. Przebywało w nim około 7000 osób. W grudniu 1941 roku Niemcy zlikwidowali getto, a Żydów zamordowali. Sprawcami zbrodni było Einsatzkommando 5. 
W 1943 roku Czerkasy były ważnym punktem łączności dla wojsk niemieckich (w mieście znajdował się jeden z czterech mostów kolejowych prowadzących przez Dniepr, miał on znaczenie strategiczne). Gdy wojska radzieckie zbliżyły się do miasta, most został częściowo zniszczony. W wyniku działań porucznika 7. Brygady Kolejowej Armii Czerwonej most został uratowany przed całkowitym zniszczeniem, a następnie odbudowany.
14 grudnia 1943 roku miasto zostało wyzwolone przez oddziały 254 Dywizji Strzeleckiej we współpracy z innymi oddziałami Armii Czerwonej.
Odbudowa miasta rozpoczęła się po zakończeniu walk i była kontynuowana podczas czwartego planu pięcioletniego (1946–1950). Od 1954 miasto było stolicą obwodu.
W 1991 wraz z ogłoszeniem niepodległości Ukrainy, miasto znalazło się automatycznie w granicach Ukrainy.

## Zabytki
- Zamek w Czerkasach – nieistniejący

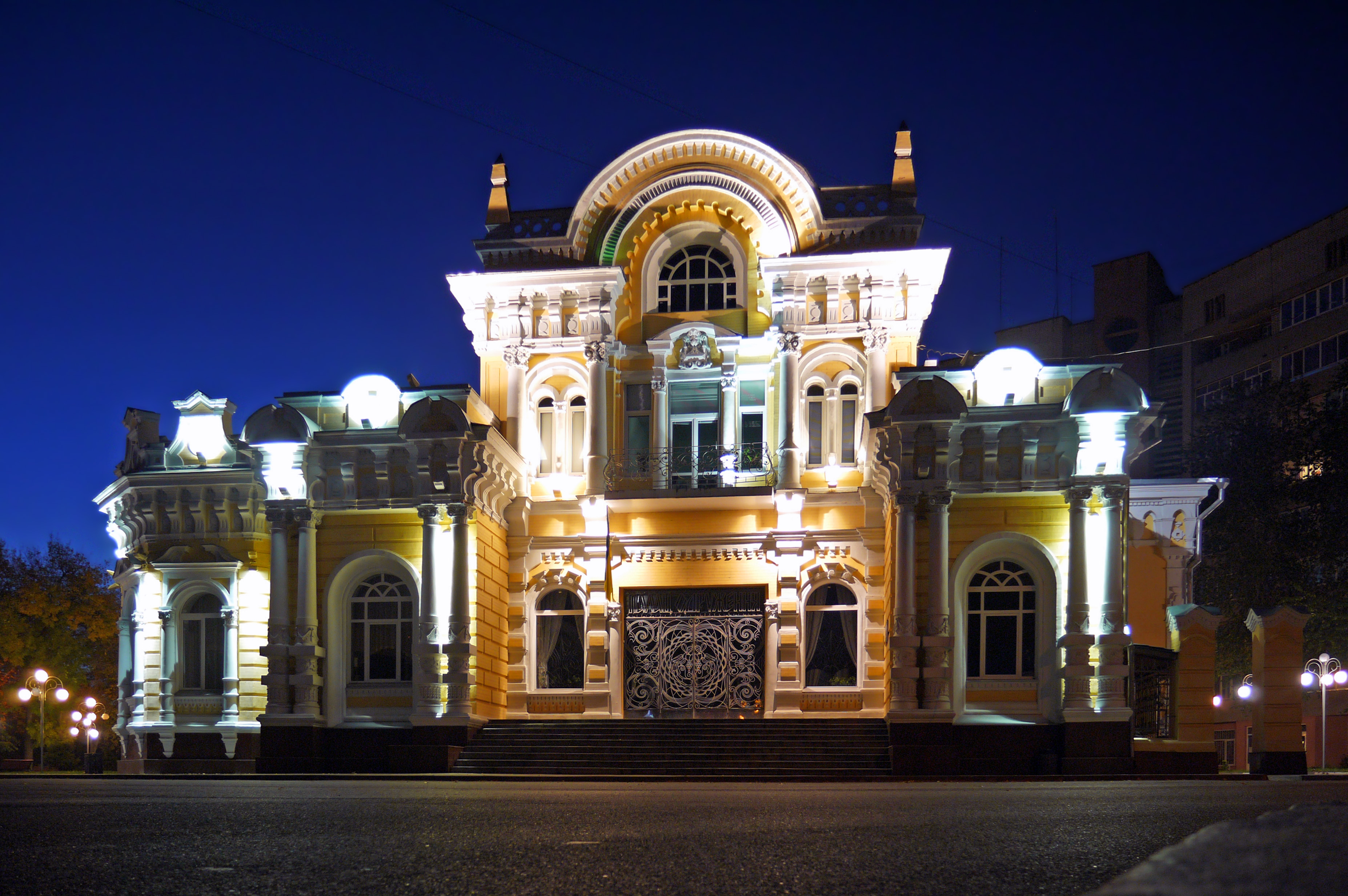
Pałac Ślubów
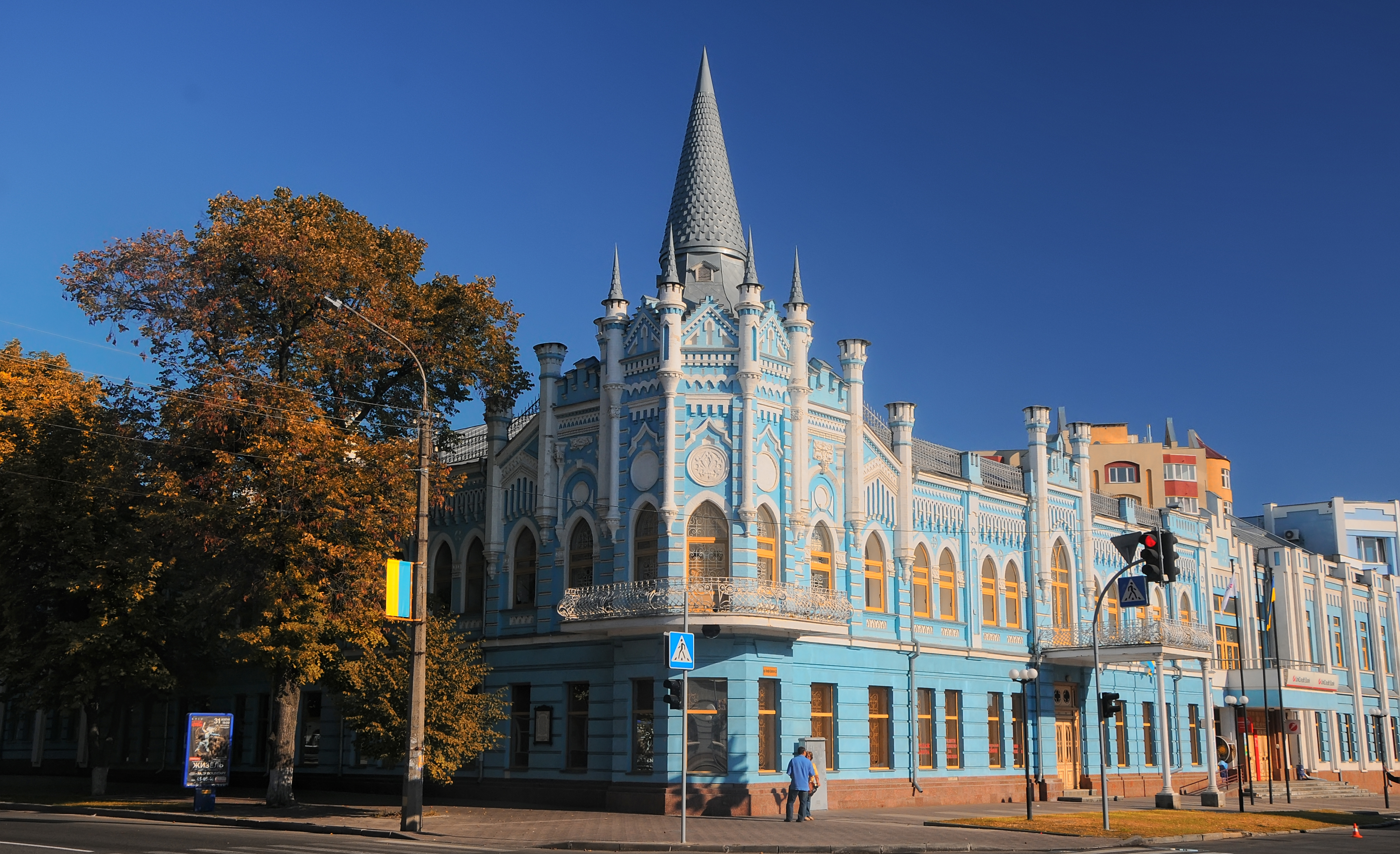
Błękitny Pałac(inne języki) – budynek d. Hotelu Słowiańskiego z pocz. XX w., obecnie siedziba Ukr-Soc-Banku
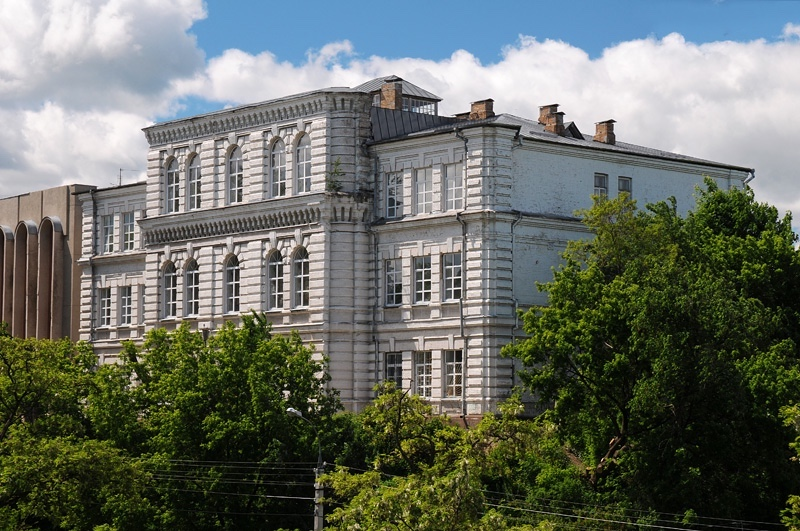
Gmach gimnazjum męskiego z końca XIX w.
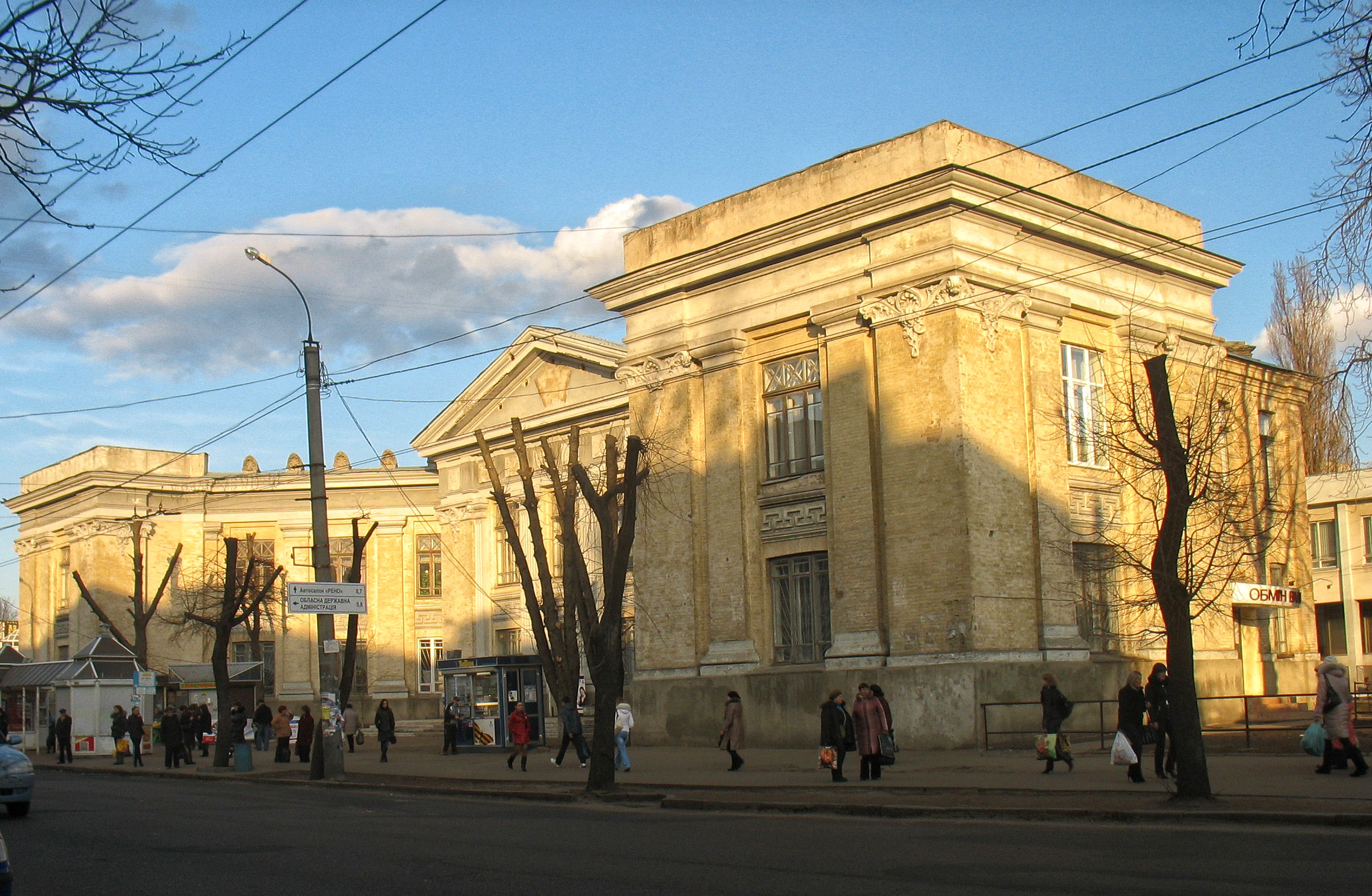
Gmach gimnazjum żeńskiego z pocz. XX w.
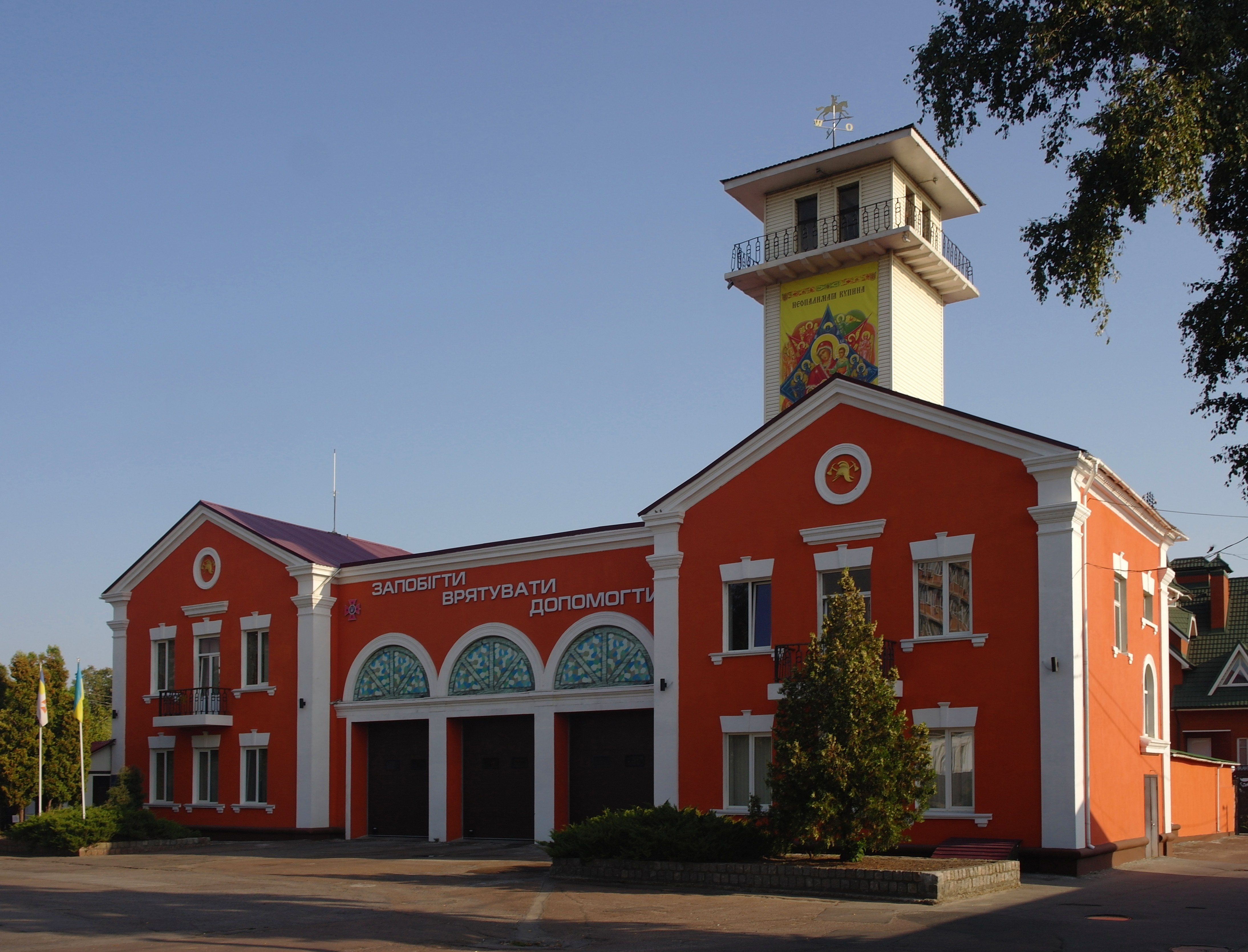
Remiza strażacka
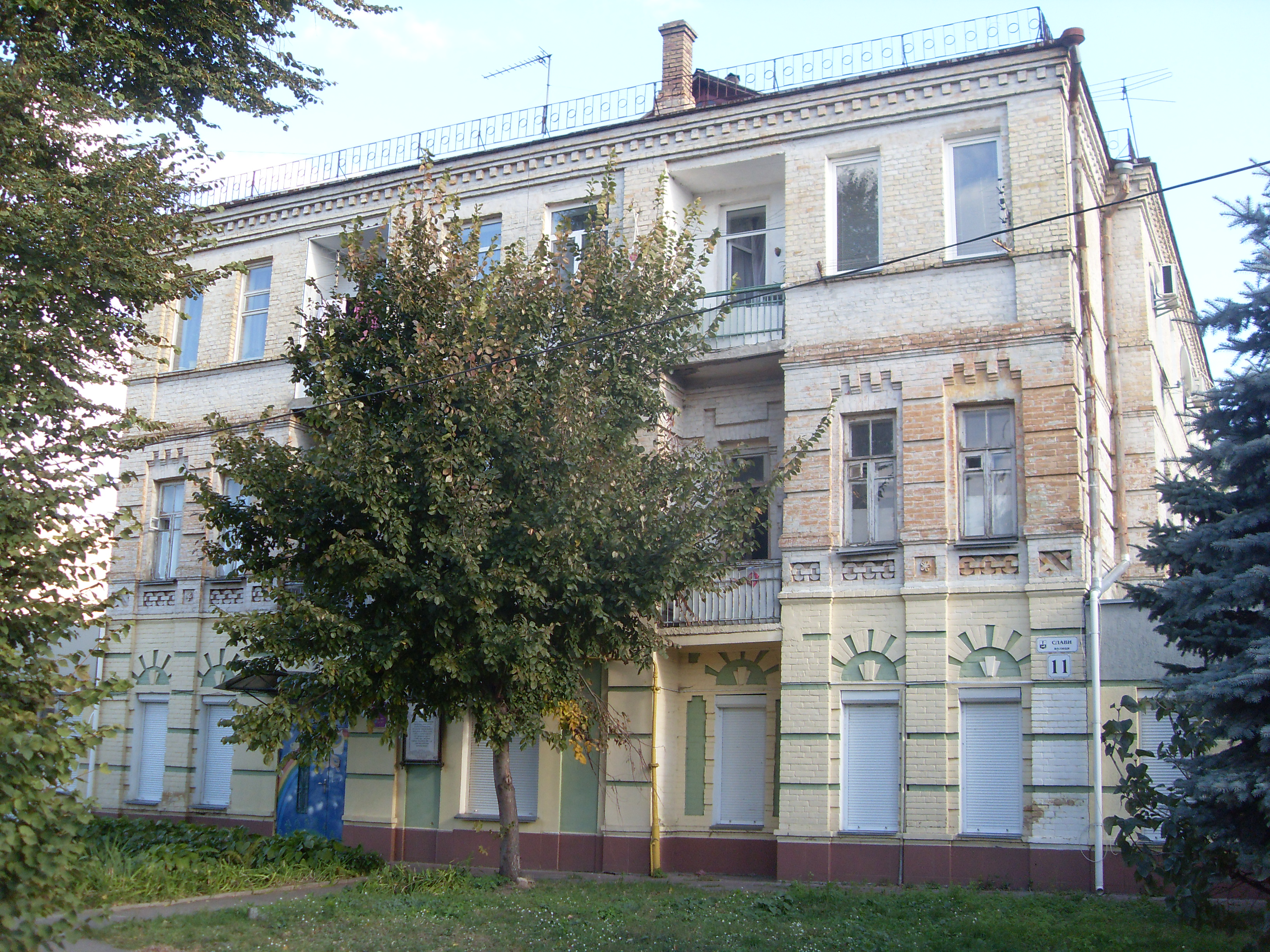
Dawna synagoga z końca XIX w.
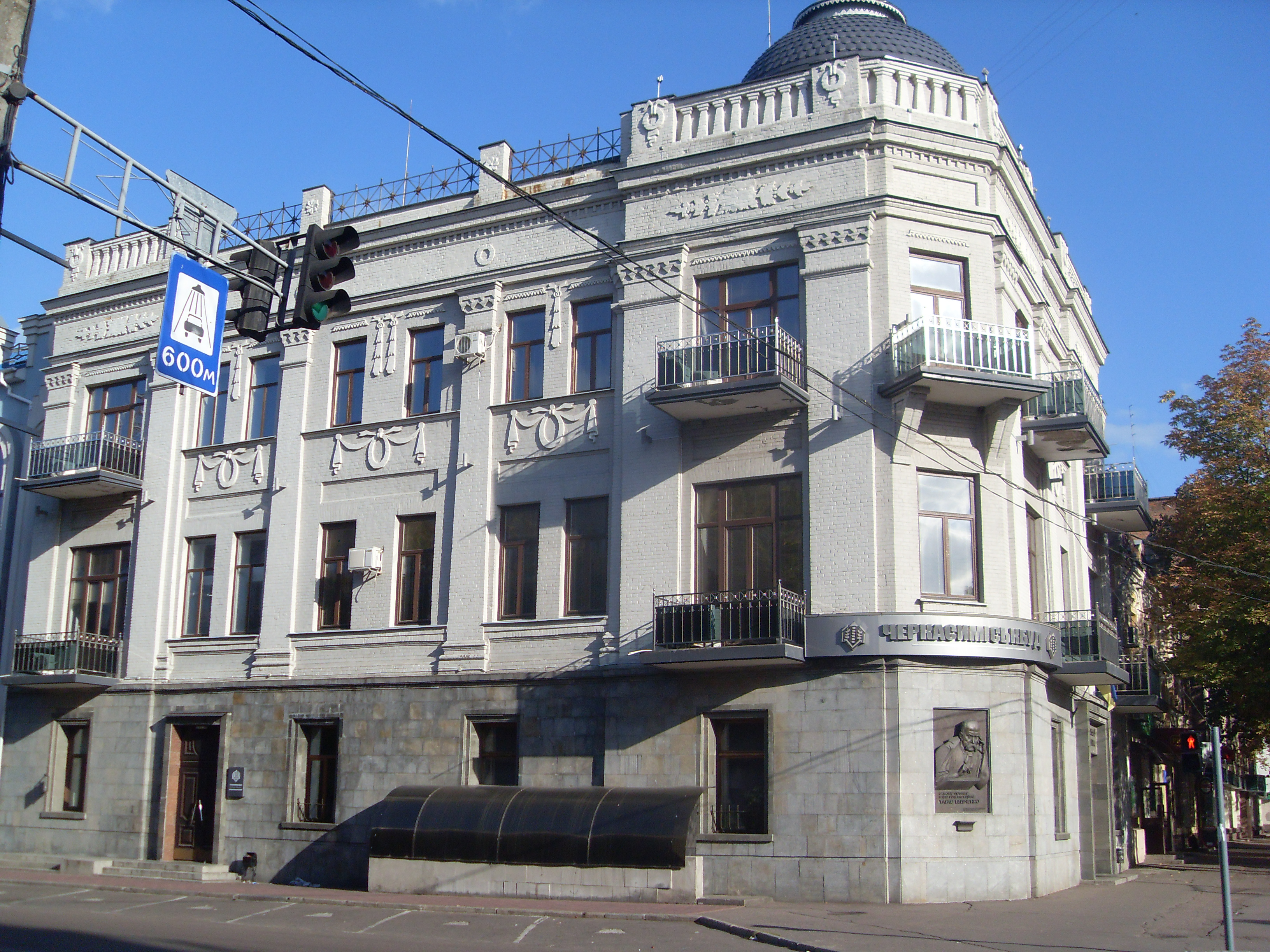
Domy i kamienice z XIX i XX w.

- Pałac Ślubów
- Błękitny Pałac
- Gmach gimnazjum męskiego
- Gmach gimnazjum żeńskiego
- Remiza strażacka
- Dawna synagoga
- Kamienica z XIX w.

## Gospodarka
W mieście rozwinął się przemysł chemiczny, maszynowy, metalowy, elektrotechniczny, włókienniczy, odzieżowy, materiałów budowlanych oraz spożywczy.

## Transport

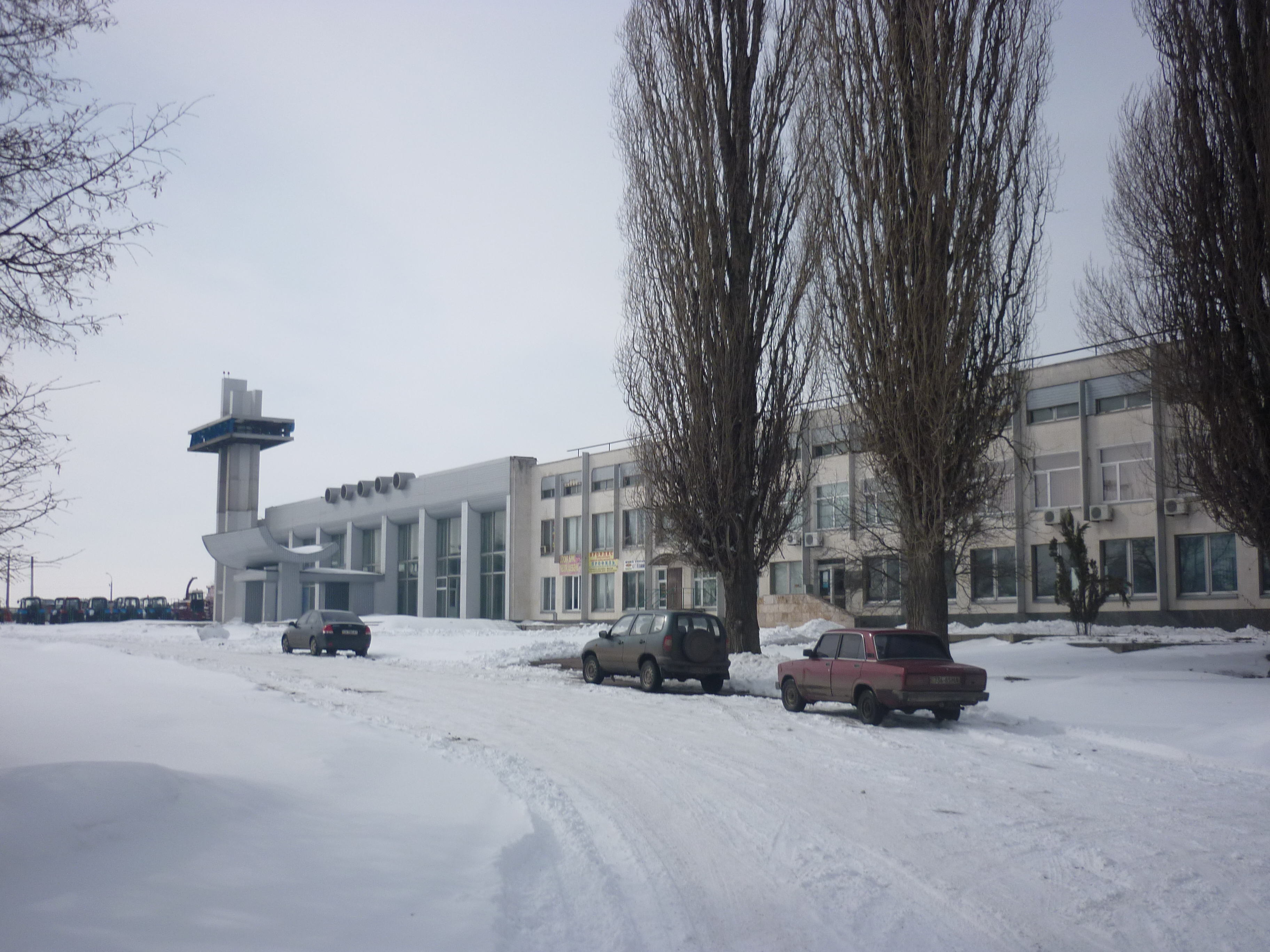
Port lotniczy Czerkasy

W mieście znajdują się stacja kolejowa Czerkasy oraz port lotniczy.

## Religia
W Czerkasach zawsze dominowała ludność prawosławna. Ze spisu powszechnego z 1765 wynika, że w tym czasie w Czerkasach były 3 cerkwie i 2 monastyry, żydowska bóżnica i przyzamkowa kaplica katolicka ufundowana w 1673 r. przez Michała Potockiego, nad którą opiekę sprawowała parafia moszneńska. Z danych ze spisu z 1910 r. wynika, że na ogólną liczbę 39 000 mieszkańców rzymscy katolicy byli czwartą, po prawosławnych, staroobrzędowcach i żydach grupą wierzących, liczącą 300 osób.
W latach 1994–2000 w Czerkasach wzniesiono największą cerkiew prawosławną na współczesnej (2013) Ukrainie – sobór św. Michała Archanioła, katedrę eparchii czerkaskiej Ukraińskiego Kościoła Prawosławnego Patriarchatu Moskiewskiego.
W 1997 biskup kijowsko-żytomierski Jan Purwiński erygował rzymskokatolicką parafię pw. Zwiastowania Najświętszej Maryi Pannie w Czerkasach. Do parafii tej należało pod koniec 2012 r. ok. 200 osób.

## Urodzeni w Czerkasach
- Jurij Illenko – ukraiński operator i reżyser filmowy
- Witold Lassota – polski dziennikarz, poseł na Sejm PRL
- Eugenia Lewicka – polska lekarka, fizjoterapeutka, jedna z prekursorów medycyny sportowej w Polsce; bliska znajoma Józefa Piłsudskiego

## Miasta partnerskie
- Bydgoszcz (od 2000 r.)
- Santa Rosa
- Sumgait